# 人口增长率
人口增长率是一定时期内（通常为1年内）由人口自然变动和迁移变动而引起人口增长的比率。
计算公式为：人口增长率=（年末人口数-年初人口数）/年平均人口×1000‰